# Boban Babunski
Boban Babunski (macedone: Бобан Бабунски; Skopje, 5 maggio 1968) è un allenatore di calcio ed ex calciatore macedone, di ruolo difensore.

## Biografia
Anche i suoi figli David Babunski e Dorian sono calciatori.

## Carriera

### Giocatore

#### Club
Nel 1986 debutta con la maglia del Vardar. Gioca anche con CSKA Sofia e AEK Atene.

#### Nazionale
Ha giocato con la nazionale jugoslava e con quella macedone.

### Allenatore
Attualmente è vice allenatore della nazionale macedone.